# San Antonio, Juárez
San Antonio är en ort i Mexiko.   Den ligger i kommunen Juárez och delstaten Nuevo León, i den centrala delen av landet, 700 km norr om huvudstaden Mexico City. San Antonio ligger 374 meter över havet och antalet invånare är 2 391.
Terrängen runt San Antonio är platt, och sluttar brant österut. Runt San Antonio är det ganska tätbefolkat, med 83 invånare per kvadratkilometer. Närmaste större samhälle är Ciudad Apodaca, 17,0 km nordväst om San Antonio. I omgivningarna runt San Antonio växer huvudsakligen savannskog.